# Room on Fire
Room on Fire és el segon àlbum d'estudi de la banda d'indie rock estatunidenca The Strokes, publicat l'octubre de 2003 sota la discogràfica RCA Records. En un principi el famós productor Nigel Godrich s'encarregava de la producció, però els Strokes trobaven que les cançons que feia eren «sense ànima», per la qual cosa fou substituït pel mateix productor de l'àlbum anterior Is This It, Gordon Raphael. El so de l'àlbum és lleugerament més suau que el del seu predecessor.
Room on Fire tengué bona acollida per part de la crítica. Assolí la segona posició de l'UK Albums Chart i debutà al número 4 als Estats Units de la Billboard 200, on hi rebé el certificat d'Or el desembre de 2003.

## Llista de cançons
Totes les cançons foren escrites i compostes per Julian Casablancas, excepte on s'indiqui el contrari. 
| Núm. | Títol                     | Composició                       | Durada |
| ---- | ------------------------- | -------------------------------- | ------ |
| 1.   | «What Ever Happened?»     |                                  | 2:54   |
| 2.   | «Reptilia»                |                                  | 3:41   |
| 3.   | «Automatic Stop»          | Casablancas, Albert Hammond, Jr. | 3:26   |
| 4.   | «12:51»                   |                                  | 2:33   |
| 5.   | «You Talk Way Too Much»   |                                  | 3:04   |
| 6.   | «Between Love & Hate»     |                                  | 3:15   |
| 7.   | «Meet Me in the Bathroom» |                                  | 2:57   |
| 8.   | «Under Control»           |                                  | 3:06   |
| 9.   | «The Way It Is»           |                                  | 2:22   |
| 10.  | «The End Has No End»      |                                  | 3:07   |
| 11.  | «I Can't Win»             |                                  | 2:34   |

## Personal
The Strokes
- Julian Casablancas - veu
- Albert Hammond, Jr. - guitarra
- Nick Valensi - guitarra
- Nikolai Fraiture - baix
- Fabrizio Moretti - bateria

Músics addicionals
- Richard Martin - bateria

Producció
- Gordon Raphael - producció
- The Strokes - arranjaments
- William Kelly - enginyeria de so
- Toshikazu Yoshioka - enginyeria
- Greg Calbi - masterització
- Steve Fallone - masterització

Disseny
- Peter Phillips - art de la portada
- Colin Lane - fotografia
- Brett Kilroe - direcció artística

## Posició a les llistes
| Llista                     | Màxima posició |
| -------------------------- | -------------- |
| Australian ARIA Charts     | 6              |
| Billboard 200              | 4              |
| Germany Top Albums Chart   | 6              |
| Irish Albums Chart         | 2              |
| New Zealand RIANZ Charts   | 6              |
| Norwegian Top Albums Chart | 3              |
| Sweden Top Albums Chart    | 6              |
| UK Albums Chart            | 2              |